# ほしうた
『ほしうた』は、日本のアダルトゲームブランドフロントウイングより開発され、2008年12月26日に発売されたパソコン用美少女ゲーム。フロントウイングの第21作目であり、また、『ゆきうた』『そらうた』に続く「うたシリーズ」の第3作に当たる恋愛アドベンチャーゲーム。

## 概要
主要なヒロインの数は5人、原画は前2作と同様フミオが担当している。
静岡県伊豆半島西部に位置する温泉街を舞台とした学園恋愛作品であり、季節設定は前作『そらうた』と同様夏である。
2009年12月25日には、続編『ほしうた 〜Starlight Serenade〜』（ほしうた スターライトセレナーデ、略：ほしうたSS）が発売された。

## 歴史
2008年3月21日に「TECH GIAN」2008年5月号にて初公開され、4月18日に公式ウェブサイトが開設された。10月24日には前2作『ゆきうた』『そらうた』のWindows Vista対応版も発売された。
10月31日に体験版ディスク付きガイドブック「TECH GIANスーパープレリュード『ほしうた』」が出版され、12月26日に当初の発売予定日である11月28日より1ヶ月遅れて、製品版ソフトが発売された。
また、角川書店の漫画雑誌「月刊コンプエース」2009年5月号から2010年8月号まで、原画担当者のフミオ自身による漫画化作品が連載された。

## あらすじ
伊豆半島西部の駿河湾に面した「海津市美星町」は、その名の通り美しい星空が観測されることで知られる静かな田舎町。
この町に暮らす少年「和彦」は幼い頃に肉親を亡くし、自分を長年育ててくれた義理の祖母にも1年前に他界されるという不幸を味わいながらも、義理の妹「ななの」や幼馴染の「結衣」、学園の先輩「翠」らとともに平和な生活を送っていた。
七夕を迎え、学園の夏休みが目前となった7月のある日、和彦の前にイタズラ好きな謎の少女「れんげ」が現れた。さらに都会からはお嬢様の転校生「くらら」がやってきて、和彦の日常は少しずつ変化を見せ始める。

## 登場人物

### メインキャラクター
周防 和彦（すおう かずひこ）
誕生日：8月25日
この物語の主人公。美星学園の2年2組男子生徒。幼くして天涯孤独の身となり、周防家の養子として育つ。周防家に引き取られる以前の苗字は不明。誕生日は8月25日。美星町で生まれたわけではないが、既に十数年間暮らしており、町にはそれなりに愛着を感じている。学校以外で勉強することがないため、成績はそれほど良くない。朝が弱く、早起きが苦手。
部屋の中はシンプルであまり物がなく、本棚に飾られた帆船模型が唯一のインテリア。周防家の隣にある黒田旅館でアルバイトとして働いており、大浴場の清掃や荷物の運搬などを担当している。原動機付自転車の免許を持っており、旅館で必要な品物を隣町の沙月町まで買出しに行くこともある。困ると中指で鼻の下を擦るのが癖。苦手な食べ物はキュウリ。
黒田 結衣（くろだ ゆい）
声：木村あやか
身長：155cm、スリーサイズ：B84(C)/W58/H83、誕生日：2月15日、血液型：AB型
和彦の幼馴染にしてクラスメイトでもある少女。周防家の隣に立つ老舗の温泉旅館「黒田旅館」を経営する夫婦の一人娘。幼い頃は東京に住んでおり、父親が旅館を継ぐことになったため小学2年生のとき家族3人揃って美星町に引っ越してきた。明るく元気な性格で学校ではムードメーカーのような存在だが、勉強は大の苦手であり特に不得意な科目は英語。将来は婿をとって黒田旅館を継ぎたいと思っているが、旅館の仕事はあまり得意ではない。また、料理の腕も最低レベル。
好きな食べ物はバナナで常に持ち歩いているほどである。反対に嫌いなのはわさびであり、自分が旅館を継いだときには土地の特産品にもなっているわさび製品を旅館の土産物売り場から無くしたいと思っている。天体観測が趣味であり、自分用の望遠鏡も持っている。カナヅチで泳ぐことは出来ないが海や水遊びは好き。浴衣を着て行う温泉卓球は大の得意で負けたことがない。「がふっと（行く、働く）」「ズバッと（食べる）」など奇妙な擬音語を使って話すのが癖。苦手な動物はカバ。
結衣、くらら、れんげの攻略ルートで結衣は、美星町に観光客を呼ぶための活動を行う部活「美星町観光同好会」を友人達と共に設立する。
周防 ななの（すおう ななの）
声：民安ともえ
身長：147cm、スリーサイズ：B77(A)/W54/H79、誕生日：3月9日、血液型：A型
和彦を引き取って育てた義理の祖母「周防ヒナ」の孫娘。和彦より1歳下の義妹であり、美星学園の1年生。彼女もまた幼い頃に両親を亡くしており、ヒナだけが唯一の肉親だった。1年前にヒナが他界してからは和彦と二人で暮らしている。無邪気で子供っぽい性格で自分で作った即興の歌を口ずさんでいることが多い。
料理や掃除など周防家の家事全般を担当している他、家庭菜園で野菜を栽培している。しかしドジでそそっかしく、失敗することも多いため、しゃがみこんでいじけてしまうことも。好きな動物はカメで「カメ次郎」という名のカメを飼っているのに加え、自室にはカメのぬいぐるみが沢山置かれている。好きな食べ物はマンゴー味のメロンパン（普通のメロンパンでは満足できない）。学園にはいつも黒いタイツを履いて登校している。結衣と同様、勉強は得意ではなく、また素直で正直過ぎる性格のため、人から騙されやすい。
ななのの攻略ルートでは、ななのは黒田旅館で仲居として働くようになる。
雨宮 くらら（あまみや くらら）
声：柚木かなめ
身長：157cm、スリーサイズ：B86(D)/W57/H85、誕生日：10月8日、血液型：B型
和彦のクラスに転校してきた少女。美星町の隣にある沙月町からバスで通学している。転校以前には東京にある一貫教育の女学園に通っていた。日本有数の大企業である「雨宮財閥」の令嬢。優しくおしとやかな性格で常に丁寧語（ですます調）で話す。美星町には子供のころ2週間ほど滞在したことがあり、その時に和彦と出会っている。
勉強が得意な優等生で意外と体力もあり、料理も得意であるが、やや世間知らずで庶民的な文化に疎い一面もある。幼いころから絵を描くのが好きで、かなりの腕前だが、とある理由により何年も絵から離れている。珍しいとされるオスの三毛猫を探しており、三毛猫を見つけると近づいて性別を確かめようとする。好きな食べ物はカレーパン。苦手な動物はカラス。
ななのが黒のタイツを履いているのに対し、くららは白いタイツを履いて登校している。
他の4人のヒロインとは違い、くららルートでは個別シナリオになってから一度でも選択肢を誤ると、バッドエンドとなってしまう。
木ノ下 翠（きのした みどり）
声：青山ゆかり
身長：162cm、スリーサイズ：B88(E)/W59/H90、誕生日：8月24日、血液型：O型
美星学園3年生の女生徒で和彦達の先輩に当たる。母親は幼少時に病気で他界し、漁師である父親「鉄平」との二人暮し。中学2年の時、海で水泳の練習をしていたところで和彦、ななのと出会い友人となった。その年に不幸な交通事故で脊髄を損傷し、左足の膝から下が動かないという障害が残ったため、車椅子に乗って生活している(ただし杖を用いての歩行も可能で、状況により使い分けている)。
とても明るく活発な性格で身体障害者であることを感じさせないほど前向き。スポーツが得意で事故以前は全国大会に出場できるほどの水泳選手だった。事故後は和彦の勧めにより障害者水泳に取り組んでおり、隣町の沙月町の病院に併設されたプールまでバスに乗って出かけることもある。足が不自由な代わりに握力が強く、リンゴやスチール缶を握りつぶすことも可能。愛用の車椅子には「ハヤテ号」という名を付けており、走行速度の上昇や新型走法の開発に日々精を出している。好きな食べ物は寿司だがアナゴは苦手。水泳や車椅子の他に漫画やテレビゲームなども好き。他人のことをしばしばあだ名で呼ぶことがあり、和彦を「和ピコ」、ななのを「ののの」、くららを「姫」などと呼ぶ。
山吹 れんげ（やまぶき れんげ）
声：青空かれん
身長：149cm、スリーサイズ：B79(B)/W52/H77、誕生日：12月2日、血液型：AB型
和彦がある日登校途中に出会った正体不明の謎の少女。かなり生意気な性格で美星町の色々なところに時々現れては町の住人達に嘘をついたり、子供じみた悪戯をしている。猫を被るのが得意で外面が良いので、なかなか化けの皮をはぐことが出来ない。ななのと同い年であるが学校には通っておらず、岬にある幽霊屋敷とも噂される洋館に「武藤カオリ」という名の家政婦と共に暮らしている。実は体が弱く、美星町には療養のためやってきた。
他の4人のヒロインとは異なり、れんげルートではエンディングスタッフロールが流れた後、アフターエピソードには進まず、すぐタイトル画面に戻ってしまう。なお、れんげは5人のヒロインの中で最も初めに考案されたキャラクターである。

### サブキャラクター
エンディング時に声の出演の表示があるキャラクターのみ記載

#### プロローグより登場
笠井 洋介（かさい ようすけ）
声：皇帝
身長：172cm、誕生日：10月10日、血液型：O型
和彦が美星学園に入ってから知り合った男友達。和彦と結衣とは同じクラス。流行に敏感でありテレビやインターネットで見聞きしたことに影響を受けやすい。可愛い女の子が好きでよくナンパをしているが成功したためしがない。学校の勉強は苦手。
北条 亜里砂（ほうじょう ありさ）
声：三咲里奈
身長：163cm、スリーサイズ：B85(D)/W57/H88 、誕生日：12月5日、血液型：O型
洋介と同じ和彦達のクラスメイトである女生徒。IT産業を母体とする大手企業「北条グループ」の社長・北条哲夫の娘。結衣やくららと同様以前は東京に住んでいて、去年の二学期に美星学園に転入してきた。北条グループは近年、美星町の隣にある沙月町でのリゾート事業を拡大しており、老舗旅館の娘である結衣にとっては商売敵のような存在である。そのため、結衣からは一方的にライバル扱いされている。結衣とは違って勉強は得意であり、成績は学年20位以内に入る。和彦に対して気があるような態度を取ることが多い。
広瀬 小梅（ひろせ こうめ）
声：さくらはづき
身長：164cm、スリーサイズ：B80(A)/W59/H88、誕生日：6月6日（梅の日）、血液型：B型
くららの世話役を務めるメイドの女性。和彦からは「梅さん」と呼ばれる。和彦と街中で初めて出会ったときもメイド服を着ていた。くららの前では控えめでおとなしい理想的な使用人であるが、実は彼女は中学時代不良だったという過去を持っており、和彦に対しては乱暴な言葉を使うなど地が出る。胸のサイズが小さいのが悩み。父親がくららの父と知人であった関係で、中学卒業後すぐに雨宮家で働き始め、11年前にくららの母親が死去したのをきっかけに、くららの専属メイドとなった。街中の移動には愛用のバイク(ホンダ・CB400スーパーフォア)を使う。
黒田 香代（くろだ かよ）
声：飯田空
身長：163cm、スリーサイズ：B86(D)/W59/H89、誕生日：2月27日 、血液型：A型
結衣の母親で黒田旅館の女将。優しく温和な性格だが旅館の仕事に対しては厳しく手を抜くことを許さない。美星町にやってくる以前はごく普通の専業主婦をしていた。夫は旅館の支配人を務める。
周防 ヒナ（すおう ひな）
声：松栄子
ななのの祖母。1年前、和彦が美星学園に入学してまもなく体調を崩し、その年の夏に他界してしまう。生前は黒田旅館で長年仲居頭として働いており、香代が旅館の女将になりたてのころ、右も左もわからない彼女に色々と教えていた。そのため、香代はヒナのことをとても尊敬していた。黒田旅館の隣にある周防家は、もともと旅館の離れとして使われていたものである。なお、ななのの祖父の名は正行（まさゆき）という。
森下 聖子（もりした せいこ）
声：かわせあゆむ
身長：166cm、スリーサイズ：B86(C)/W56/H84、誕生日：6月18日、血液型：O型
美星学園で和彦のクラスの担任を務める教師。担当教科は日本史。和彦達からは「聖子先生」と呼ばれる。学内での人気は高く、年齢も20代前半と若いため女生徒たちから恋愛相談を持ちかけられることもある。優しく生徒想いであるが怒らせると非常に怖い。給料の手取りは18万5120円。恋人がいないことを気にしている。結衣が結成した「美星町観光同好会」の顧問も担当。学校には愛車の2シーターオープンカー(ユーノス・ロードスター)で通っている。
カメ次郎（かめじろう）
声：天野かなで
周防家で飼われているカメ。ななのの頭の上に乗っていることが多い。ななのはカメ次郎のことをミドリガメだと思っているが本当はアオウミガメ（絶滅危惧種）である。「ピー」という声で鳴く。「うたシリーズ」の第1作『ゆきうた』に「ウサ太郎」という名のウサギが登場したため、『ウサギとカメ』の童話になぞらえて登場することになった。ななのはカメ次郎の言葉がわかるようである。

#### くららルートに登場
雨宮 百合香（あまみや ゆりか）
声：まきいづみ
くららの母で雨宮財閥会長・雨宮雅樹の前妻。とても優しかったが体が弱く、くららが幼いころに他界してしまった。くららに絵を描くことを教えた人物。
雨宮 環（あまみや たまき）
声：韮井叶
身長：165cm、スリーサイズ：B82(B)/W56/H84、誕生日：11月1日、血液型：O型
くららの継母。元は雨宮雅樹の秘書だったが、百合香が他界したため後妻となる。仕事の出来るキャリアウーマンだが、くららに対して愛情は持っておらず、母親らしいことをほとんどしていない。エリート志向が強く、低学歴の人間は好きでない。

#### 翠ルートに登場
木ノ下 鉄平（きのした てっぺい）
声：紫陽花
翠の父親。45歳。職業は漁師でこの道数十年のベテラン。妻は既に病気で他界しており、翠と二人暮し。翠のことを溺愛している。また、和彦のことをとても信頼しており、将来翠と結婚させたいと思っている。翠がななののことを「ののの」と呼ぶせいで「ののの」が本名だと思っており、ななののことを「ののの嬢ちゃん」と呼ぶ。鉄平が漁に使っている漁船は「翡翠丸」と言う名前であり、鉄平はこの名前が自身の妻と娘の名前が入ってることで気に入っている。

#### れんげルートに登場
武藤 カオリ（むとう かおり）
声：山田実凛
れんげの家の別荘に当たる岬の洋館で住み込みの家政婦として働いているふくよかな体型の中年の女性。れんげのことを「お嬢さま」と呼ぶ。優しく温和な人柄。
柏村 恭介（かしむら きょうすけ）
声：事務台車
れんげの父親。自らの出世のために、会社を経営する山吹家に婿養子として入ったが長くは続かず、れんげが幼いころに彼女の母と離婚した。その後、新たな女性との間にミユキという名の女児をもうけており、現在は沙月町で食器を売る店を経営している。れんげは柏村のことを「パパ」と呼んでいるが、実はれんげは彼女の母が柏村との婚前に付き合っていた男との間にもうけた子であり、柏村との血縁はない。

## スタッフ
- 原画、キャラクターデザイン：フミオ[2]
- シナリオ：ヤマグチノボル[2]、屑美たけゆき[2]、かづや[2]
- 音楽：Elements Garden
- プロデューサー：山川竜一郎

## 主題歌
ほしうた
- オープニングテーマ「尋ねビト」
  - 唄：Veil ∞ Lia
  - 作詞：Bee'
  - 作曲編曲：藤間仁(Elements Garden)
- 挿入歌「揺籃歌 -ヨウランカ-」
  - 唄：Veil ∞ Kaori Omura（大村香織）
  - 作詞：佐藤ひろ美
  - 作曲編曲：藤間仁(Elements Garden)
- エンディングテーマ「夏の終わりに」
  - 唄：佐藤ひろ美
  - 作詞：佐藤ひろ美
  - 作曲編曲：藤間仁(Elements Garden)

ほしうた Starlight Serenade
- オープニングテーマ「星屑のキズナ」
  - 唄：Veil ∞ Lia
  - 作詞：Bee'
  - 作曲編曲：藤間仁(Elements Garden)
- エンディングテーマ「たそがれ空」
  - 唄：茶太
  - 作詞：Bee'
  - 作曲編曲：藤間仁(Elements Garden)

## イベント出展
2008年8月15-17日開催の「コミックマーケット74」において「ほしうたセットC74」（2500円）が販売され、10月12日開催の「DreamParty2008東京秋」ではオープニングテーマ「尋ねビト」のシングルCD（c/w 挿入歌「揺籃歌 -ヨウランカ-」）が先行販売された。
同年12月28-30日開催の「コミックマーケット75」では「ほしうたセットC75」（3000円）、パズル（バラ売り500円/セット売り4000円）、バッチセット（1400円）が販売された他、オリジナルサウンドトラックCDが先行販売された。
2009年8月14-16日開催の「コミックマーケット76」にも出展され、画集「フミオ ArtWorks ほしうた」（5000円）が発売された他、「ほしうた一番星くじ」（500円）が実施された。「ほしうた一番星くじ」の参加特典として録り下ろしドラマCD「ノーパン車椅子少女が行く! 〜パンツをくわえたドラ猫、追っかけて〜」が配布された。
2009年9月26日開催の「AKIBAゲームフェア2009」では『ほしうた 〜Starlight Serenade〜』のOP&ED主題歌CD「星屑のキズナ/たそがれ空」が先行販売された。

## 関連商品
- TECH GIANスーパープレリュード『ほしうた』[3]（エンターブレイン刊、2008年10月31日発売、ISBN 978-4-7577-4549-0）
- PCゲーム ほしうた OPテーマ「尋ねビト」/Veil ∞ Lia[4]（2008年11月28日発売）
- ほしうた ORIGINAL SOUNDTRACK[5]（2009年1月30日発売）
- フミオ ArtWorks ほしうた[6]（2009年8月14日コミックマーケット76にて発売）
- PCゲーム ほしうた 〜Starlight Serenade〜 OP&ED主題歌「星屑のキズナ/たそがれ空」／Veil ∞ Lia、茶太（2009年10月2日発売）

## 購入特典
ほしうた
- 初回特典：なし
- 予約キャンペーン特典：ほしうたビジュアルファンブック
- ショップ特典（描き下ろし、録り下ろし）
  - ソフマップ：描き下ろしフルカラーベッドシーツカバー+（結衣&翠）+描き下ろしほぼ等身大ポスター（くらら）+ドラマCD「魔法の下働き デッチー☆ユイ」
  - メッセサンオー：描き下ろし等身大ベッドシーツ（翠&れんげ）+ドラマCD「れんげのエロエロいたずら大作戦!」
  - げっちゅ屋：テレカ（くらら）+ドラマCD「くららのメイド修行」
  - ラオックスアソビットシティ：テレカ（くらら）+ドラマCD「そんなバナナ! 〜黒田旅館地下迷宮エロエロ探検隊〜」
  - メディオ!：テレカ（翠）+ドラマCD「そのエプロンは誰がために!」
  - グッドウィル：テレカ（結衣）
  - とらのあな：テレカ（ななの）

ほしうた Starlight Serenade
- 予約キャンペーン特典：ほしうたSSビジュアルファンブック

## 漫画
「月刊コンプエース」の2009年5月号から2010年8月号まで連載された。和彦達が皆で揃って黒田旅館に宿泊したり、美星学園で球技大会が催されたりとゲーム本編とは異なるシナリオで構成されている。亜里砂がゲームでは和彦を「和彦」と呼んでいるのに対し、漫画では「和彦くん」になっているなど若干の設定の不一致が見られる。最終的にはくららとのエンディングになる。2010年1月26日に第1巻（ISBN 978-4-04-715374-5）、同年7月26日に第2巻（ISBN 978-4-04-715489-6）が発売された。

## ほしうたSS
「フミオ ArtWorks ほしうた」に収録されたインタビュー記事においてゲーム続編『ほしうた 〜Starlight Serenade〜』が製作中であることが発表され、その後2009年9月10日に公式サイト上にて正式発表された。
『ほしうた』の季節背景が夏だったのに対し、『ほしうたSS』は秋から冬を背景としており、登場人物たちは冬服を着ている。

## 備考
- 多くのPCゲームでは、一度ゲームデータをPCにインストールすれば、それ以降はゲームディスクをディスクドライブに入れなくても（すなわち、ディスクレス状態でも）プレイできるのに対し、本作品はディスクレス状態ではゲーム自体を起動することはできても、プレイデータをセーブ/ロードすることはできない。ディスクレス状態でのセーブ/ロードを可能とするためにはフロントウイング公式サイトでのユーザー登録をする必要がある。ユーザー登録にはゲームパッケージに同梱されているアンケート葉書に記載された平仮名8文字のシリアルコードを入力しなければならない。
- 2008年10月31日に発売された体験版ディスク付きガイドブック「TECH GIANスーパープレリュード『ほしうた』」（980円）には本作の原画家・フミオのデビュー作である『クランクイン -早春賦-』の製品版ソフトが丸ごと収録されている。
- 本作の舞台が西伊豆となっているのは、プロデューサーの山川竜一郎が吉本ばななの青春小説『TUGUMI』に思い入れを感じており、この小説の舞台が西伊豆だったことに関係している。
- この作品の題名は開発当初、温泉地を舞台としているので『ゆのうた』にするという案や、『まつりうた』という平仮名4文字でない案もあった。
- この作品のヒロインは5人だが、製作段階では6人目の攻略ヒロインが存在していた。幼い頃に文学賞をとった小説家の少女で、スランプに陥り黒田旅館に滞在しているという設定だった。

## 参考資料
- Getchu.com：ほしうた 初回版（フロントウイング）
- Getchu.com：ほしうた 〜Starlight Serenade〜（フロントウイング）
- TECH GIANスーパープレリュード『ほしうた』
- ほしうた Starrng Ballad Collection（「DENGEKI HIME」2008年12月号付録小冊子）
- フミオ ArtWorks ほしうた